# کنیگزور
کنیگزور (به انگلیسی: Kingswear) یک روستا و محله مدنی در بریتانیا است که در South Hams واقع شده‌است. کنیگزور ۱٬۲۱۷ نفر جمعیت دارد.